# Lone Oak (Geòrgia)
Lone Oak és una població dels Estats Units a l'estat de Geòrgia. Segons el cens del 2000 tenia 104 habitants.

## Demografia
Segons el cens del 2000, Lone Oak tenia 104 habitants, 44 habitatges, i 31 famílies. La densitat de població era de 63,7 habitants/km².
Dels 44 habitatges en un 34,1% hi vivien nens de menys de 18 anys, en un 45,5% hi vivien parelles casades, en un 22,7% dones solteres, i en un 29,5% no eren unitats familiars. En el 29,5% dels habitatges hi vivien persones soles el 15,9% de les quals corresponia a persones de 65 anys o més que vivien soles. El nombre mitjà de persones vivint en cada habitatge era de 2,36 i el nombre mitjà de persones que vivien en cada família era de 2,9.
Per edats la població es repartia de la següent manera: un 23,1% tenia menys de 18 anys, un 4,8% entre 18 i 24, un 31,7% entre 25 i 44, un 20,2% de 45 a 60 i un 20,2% 65 anys o més.
L'edat mediana era de 40 anys. Per cada 100 dones de 18 o més anys hi havia 60 homes.
La renda mediana per habitatge era de 36.250 $ i la renda mediana per família de 39.167 $. Els homes tenien una renda mediana de 24.500 $ mentre que les dones 28.000 $. La renda per capita de la població era de 15.602 $. Cap de les famílies estaven per davall del llindar de pobresa.

## Poblacions més properes
El següent diagrama mostra les poblacions més properes.